# Gaz de France
Gaz de France este o companie energetică franceză, care comercializează în special gaze naturale și are peste 53,100 de angajați.
Compania dispune de cel mai mare sistem de distribuție din Europa - 186.000 km de conducte (iunie 2008).
Cifra de afaceri în anul 2006: 19,4 miliarde de Euro

## Gaz de France în România
Gaz de France a intrat pe piața românească în anul 1994 prin afacerea Politub.
În luna iunie 2005, Gaz de France a achiziționat de la statul român 51% din acțiunile Distrigaz Sud pentru suma totală de 311 milioane Euro. În plus, Gaz de France a preluat datorii financiare nete în valoare de 95 milioane euro
În februarie 2007, compania a achiziționat 65% din capitalul companiei Amgaz, al treilea operator român de înmagazinare cu o capacitate de 40 milioane m³.
În octombrie 2007, Gaz de France a achiziționat de la Azomureș 50% din acțiunile Depomureș cu 20 milioane dolari și 9% de la Infochem. Romgaz a rămas cu 40% din acțiunile depozitarului de gaze. Compania nou creată, GDF Suez, a luat ființă la 22 iulie 2008; este a doua cea mai mare companie de utilități din lume și un grup cu venituri de 74 de miliarde de euro.